# 哈斯尔岛

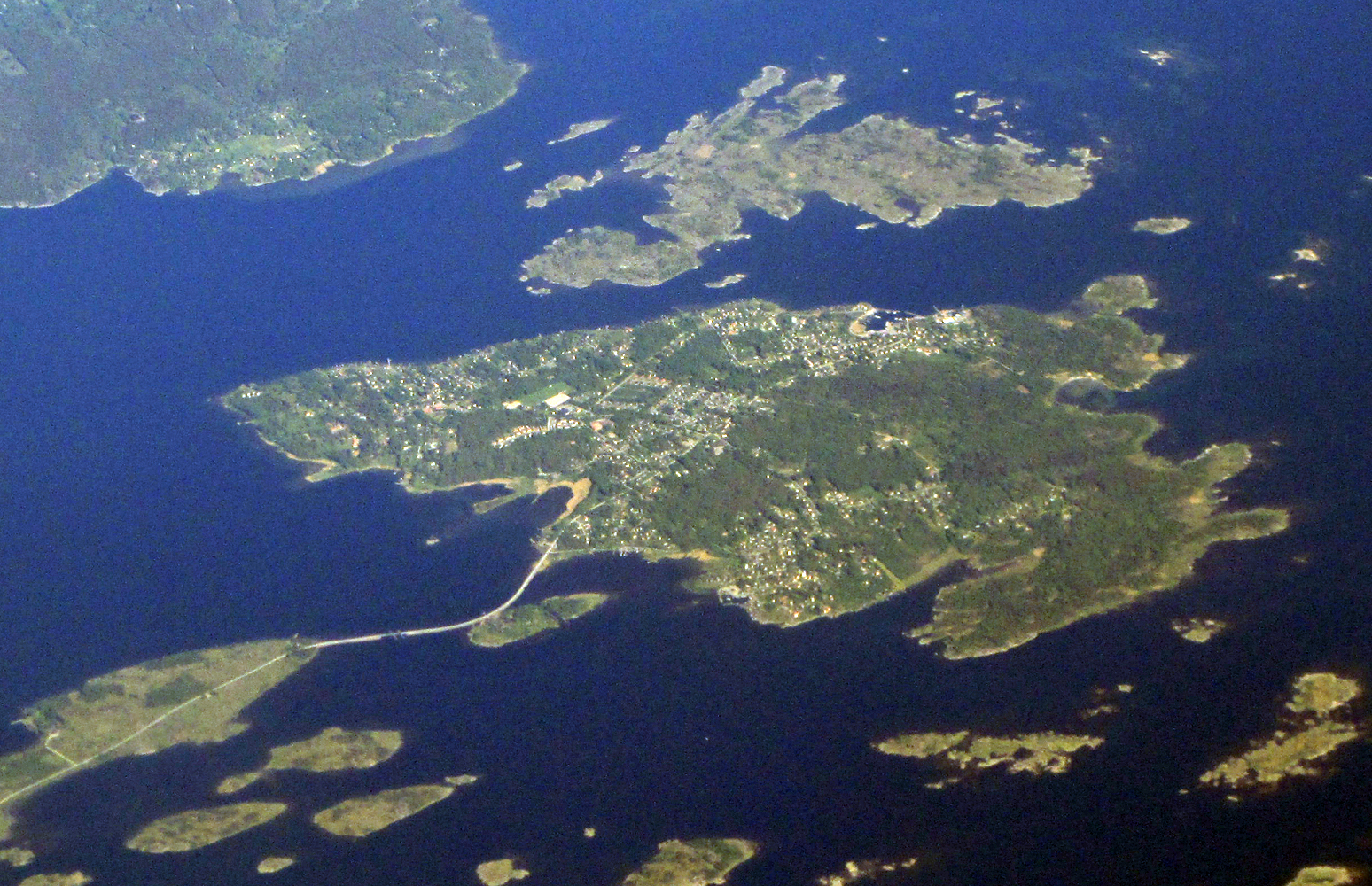
哈斯尔岛

哈斯尔岛（瑞典語：Hasslö）是瑞典布萊金厄省卡尔斯克鲁纳市镇的一座岛屿，亦是该市镇的城区之一。至2005年为止，此城市地区的人口共计1,643人。
在过去，瑞典海军在哈斯尔岛曾被视为外人，在岛屿及其周围的活动被严格限制。哈斯尔岛以其渔业著名，在历史上，渔业曾经是岛民的主要谋生手段。岛上有一处著名的捕鱼点，被称为“Rallbryggan”。
哈斯尔岛地形平坦，居民大多生活在岛屿沿岸。该岛经由哈斯尔桥与陆地相连。
哈斯尔岛是瑞典社会主义者法比安·蒙松（1872年－1938年）的诞生地，该岛现在有一处为纪念他而设立的雕像。
56°07′N 15°29′E / 56.117°N 15.483°E